# Hoplitis spoliata
Hoplitis spoliata is een vliesvleugelig insect uit de familie Megachilidae. De wetenschappelijke naam van de soort is voor het eerst geldig gepubliceerd in 1888 door Provancher.